# Трифенилталлий
Трифенилталлий — металлоорганическое соединение, алкилпроизводное таллия с формулой Tl(C6H5)3, бесцветные кристаллы.

## Получение
- Взаимодействие дифенилталлийхлорида с фениллитием:

{\displaystyle {\mathsf {Tl(C_{6}H_{5})_{2}Cl+LiC_{6}H_{5}\ {\xrightarrow {}}\ Tl(C_{6}H_{5})_{3}+LiCl}}}

## Физические свойства
Трифенилталлий — бесцветные кристаллы.

## Химические свойства
- Реагирует с водой:

{\displaystyle {\mathsf {Tl(C_{6}H_{5})_{3}+H_{2}O\ {\xrightarrow {}}\ Tl(C_{6}H_{5})_{2}OH+C_{6}H_{6}}}}